# Titularbistum Eucarpia
Eucarpia ist ein Titularbistum der römisch-katholischen Kirche. 
Es geht zurück auf einen früheren Bischofssitz in der antiken Stadt Eukarpia (beim heutigen Dorf Emirhisar), die sich in der kleinasiatischen Landschaft Phrygien in der heutigen Türkei befand. Das Bistum gehörte der Kirchenprovinz Synnada in Phrygia an.
| Titularbischöfe von Eucarpia |                                       |                                                                                    |                    |                    |
| Nr.                          | Name                                  | Amt                                                                                | von                | bis                |
| 1                            | Baltazar Wilksycki                    | Weihbischof in Posen (Polen)                                                       | 12. April 1728     | 1729               |
| 2                            | Giovanni Antonio Chevedo OFM          | Koadjutorbischof von Comacchio (Italien)                                           | 7. September 1729  | März 1744          |
| 3                            | Edmond Bennetat MEP                   | Koadjutorvikar von Cochin Koadjutorvikar von West-Tonking (Vietnam)                | 22. September 1745 | 22. Mai 1761       |
| 4                            | Ernest Johann Nepomuk von Herberstein | Weihbischof in Freising (Deutschland)                                              | 16. Februar 1767   | 14. Februar 1785   |
| 5                            | Antonio De Rossi                      |                                                                                    | 11. April 1785     | 18. Dezember 1786  |
| 6                            | Giuseppe Corari                       | Weihbischof in Sabina (Italien)                                                    | 3. August 1789     | 1819               |
| 7                            | Edward Barron                         | Apostolischer Vikar der zwei Guineas und Senegambia (Gabun)                        | 2. März 1844       | 12. September 1854 |
| 8                            | Louis Mary Fink OSB                   | Koadjutorvikar von Kansas Apostolischer Vikar von Kansas (USA)                     | 1. März 1871       | 2. Mai 1877        |
| 9                            | Edouard Gasnier MEP                   | Apostolischer Vikar von Malacca-Singapur (Singapur)                                | 22. März 1878      | 19. August 1888    |
| 10                           | Manoel dos Santos Pereira             | Weihbischof in São Salvador da Bahia (Brasilien)                                   | 26. Juni 1890      | 12. September 1893 |
| 11                           | Giovanni Garigliano                   |                                                                                    | 9. September 1911  | 22. März 1917      |
| 12                           | Ernst Seydl                           | Weihbischof in Wien (Österreich)                                                   | 30. September 1918 | 27. September 1952 |
| 13                           | Giovanni Maria Sanna OFMConv          | emeritierter Bischof von Gravina-Irsina (Italien)                                  | 1953               | 7. Oktober 1956    |
| 14                           | João Batista Cavati CM                | emeritierter Bischof von Caratinga (Brasilien)                                     | 20. Oktober 1956   | 14. Dezember 1970  |
| 15                           | Estêvão Cardoso de Avellar OP         | Koadjutorprälat von Marabá Prälat von Santíssima Conceição do Araguaia (Brasilien) | 6. August 1971     | 20. März 1978      |